# TAKAみちのく
TAKAみちのく（タカみちのく、1973年10月26日 - ）は、日本の男性プロレスラー。千葉県四街道市出身。JUST TAP OUT代表取締役社長兼レスラー。血液型B型。

## 来歴
父が雪印に勤めており、千葉県四街道市、石川県金沢市、岩手県盛岡市と転勤に伴い転居を繰り返した。
岩手県立盛岡工業高等学校卒業後、ユニバーサル・プロレスリングに入門。
1992年
9月4日、ユニバーサル・プロレスリング後楽園ホール大会の対スペル・ティグリート戦でデビュー。リングネームはユニバーサル・プロレスリングの先輩であり、同郷でもあるザ・グレート・サスケの若手時代のリングネーム「MASAみちのく」を引き継いだものである。また、三度笠の旅烏スタイルでファイトをしていた。9月、ユニバーサルのシリーズ終了後にサスケから、みちのくプロレスの旗揚げ構想を聞かされると同時に勧誘され、みちのくプロレスに入団。以降はサスケと共に、みちのくプロレスの設立準備を続けた。
1994年
4月16日、新日本プロレス主催で開催された「SUPER J-CUP」に出場。
6月、新日本プロレスで開催された「BEST OF THE SUPER Jr.」に出場。同年、ルード軍「デルフィン軍団」に加入したことで軍団結成時からのメンバーである愚乱・浪花と対立。9月29日、浪花とのデルフィン軍団遺恨清算マッチ後に浪花と和解。その年のタッグリーグ戦「みちのくふたり旅」に2人で出場した。
1995年
12月13日、船木勝一とタッグチーム「夢狩人」を結成。
1996年
6月14日、船木と共にルード軍「海援隊☆DX」に加入。
1997年
5月、メキシコへ遠征。
7月、WWFでサスケのトライアウトの対戦相手に指名されてカナダで2連戦が行われ、逆にTAKAがトライアウトに合格。理由はサスケの体調がよくないことと黒装束がアメリカでは悪役にしか見られなかったことが影響している。このことで、サスケはWWF入りを横取りされたと激怒して2人の仲に亀裂が生じた（実際の理由はサスケ自身がみちのくのトップであり、最大のスターであるサスケが不在にする間のみちのくプロレスへの補償問題と言われている）。
10月にWWFと契約を結び、10月10日に行われたみちのくプロレスの両国国技館大会に参戦。サスケとのシングルマッチが行われたが、敗北を喫した。試合終了後、TAKAは「サスケ、みちのく潰すなよ!」とヒールとしては異例のマイクを残し、サスケと握手を交わした。
12月7日、王座決定トーナメントで優勝して初代WWFライトヘビー級王者（復活版）になった。
1998年
3月29日、WWFで年間最大の祭典であるレッスルマニアXIVに日本人レスラーとして初出場。アギラとのWWFライトヘビー級選手権試合に勝利して初防衛に成功。また、フナキとのタッグチーム「カイエンタイ」では、英語でマイクアピールが出来ないという欠点を逆手に取り、映画の吹き替えのように「口と声が合っていない」マイクアピールを行い、不思議な人気を獲得。この頃、カイエンタイのTシャツが売り上げNo.1になったこともある。
1999年
3月13日、みちのくプロレス矢巾町民総合体育館大会に参戦。
WWEに参戦した当時は「メジャーリーガー」とその立場を野球に例えられたが、TAKAはメキシコ遠征の延長でそこにつながっただけと考えている。しかし、24歳から28歳の1番体が動く時期にプロレス界最大手の表も裏も見えたのはTAKA本人にとって良い経験であり、毎週身長2m級の大男にやられたことで耐久力もついたと振り返っている。
2000年
10月、プエルトリコに日本人プロレスラー養成道場「KAIENTAI DOJO」を設立。
2001年
怪我で欠場を余儀なくされる。
2002年
3月1日、横浜アリーナで開催されたWWFの日本公演でフナキの試合にセコンドとして登場したのを最後にWWFを退団。
3月、KAIENTAI DOJOがプエルトリコから撤退してTAKAの地元千葉県に拠点を移した。
4月20日、ディファ有明でKAIENTAI DOJOの旗揚げ戦「CLUB-K SUPER ev.」を開催。
2003年
全日本プロレスが武藤敬司体制になって以降、請われて全日本に参戦するようになり、外国人レスラー軍「RO&D」を団体内の一大勢力として纏め上げた。また、巧みな話術を生かし、興行スタート時の前説（RO&Dタイム）も務めていた。
2004年
10月24日、プロレスリング・ノアに参戦し金丸義信のGHCジュニアヘビー級王座に挑戦。
2005年
1月5日、全日本プロレスの世界ジュニアヘビー級王座を、1月10日、KAIENTAI DOJOのCHAMPION OF STRONGEST-K王座を獲得する。全日本プロレスの世界ジュニアヘビー級王座、KAIENTAI DOJOのCHAMPION OF STRONGEST-K王座、みちのくプロレスの東北ジュニアヘビー級王座の三冠王となった。
7月3日、DRAGON GATEに参戦、望月成晃のオープン・ザ・ドリームゲート王座に挑戦。
12月9日に開催されたインディーサミットに出場。
2006年
RO&Dとしての活動がVOODOO-MURDERSとの解散マッチに敗れたため、終了となった。
6月4日、TOMOみちのくとのタッグでWEWハードコアタッグ王座を獲得する。
12月31日に開催されたインディーサミットの選手兼マッチメイカーとして出場。
2007年
2月、カズ・ハヤシらとメキシコに遠征するはずだったが、車上荒らしによりパスポートを紛失したため日本に残った。
全日本プロレスの3月シリーズより、贋メキシカン・トリオ「メキシコ・アミーゴス」のリーダー、ペペみちのくとして登場（他のメンバーは、カズが扮するミゲル・ハヤシJrとNOSAWA論外が扮するエル・ノサワ・メンドーサ）。偽物感溢れるメキシカンテイストで人気を博した。
プロレスリング・ノアの4月シリーズにおいて、一度袂を別ったバリー・ブキャナン、ディーロ・ブラウンと再度組んでRO&Dを復活させた。
5月2日、新日本プロレス後楽園ホール大会でディック東郷とのタッグで外道、邪道からIWGPジュニアタッグ王座を奪取した。
8月12日、KAIENTAI DOJO後楽園ホール大会でSTRONGEST-Kトーナメントで初優勝を果たす。
12月、ブログで結婚したことを発表。
2011年
1月30日、TAKAは新日本プロレスの後楽園ホール大会にNOSAWAと共に突如姿を現し、そこでIWGPジュニアヘビー級王座とIWGPジュニアタッグ王座へ挑戦表明をした。TAKAは小島聡、MVP、タイチ、NOSAWAらと共に小島軍（仮）を結成する。
2月20日、仙台サンプラザホールにて、プリンス・デヴィットの持つIWGPジュニアヘビー級王座に挑戦。TAKAもラ・ケブラーダなどを放ちデヴィットを追い込んだが、最後はデヴィットのブラディサンデーによって敗れた。
5月3日の福岡国際センターでの小島対真壁刀義戦の試合後、TAKAは真壁に敗れた小島をタイチと共に襲撃し小島軍（仮）が解体された。この後、突如現れた鈴木みのると結託して鈴木軍を結成、TAKAはこの試合を機にタッグを結成した小島、真壁と抗争を展開する。
11月12日、同年2度目のIWGPジュニアヘビー級王座に挑戦。だが、デヴィットのブラディサンデーで敗れた。
2012年
6月16日、大阪府立体育会館でタイチと組み獣神サンダー・ライガー&タイガーマスク組のIWGPジュニアタッグ王座に挑むも敗れる。
10月14日、後楽園ホールでのデビュー20周年記念大会で外道と激突も外道クラッチに敗れる。
2013年
5月11日、南条隼人に勝利してインディペンデント・ワールド・ジュニアヘビー級王座を奪取。TEPPEIに敗れるまで16度の防衛を果たしている。
6月9日、後楽園ホールの『BEST OF THE SUPER Jr.』準決勝に、負傷欠場した田口隆祐のリザーバーとして出場もアレックス・シェリーに敗れる。
7月20日、秋田市立体育館でタイチと組みフォーエバー・フーリガンズ（ロッキー・ロメロ&アレックス・コズロフ）のIWGPジュニアタッグ王座に挑むも敗北。
10月14日、両国国技館でタイチと組みフォーエバー・フーリガンズからIWGPジュニアタッグ王座を奪取。
11月1日、新宿FACEでTAKA&タイチ興行を初開催。邪道&外道組を3本勝負で破り、IWGPジュニアタッグを防衛。
11月9日、大阪府立体育会館でヤングバックス（マット・ジャクソン&ニック・ジャクソン）に敗れIWGPジュニアタッグから陥落。
2014年
KAIENTAI DOJOの経営危機であり、Blue Fieldの家賃も支払えなかったという。しかし十枝利樹（現在の会長）に出会い、会社の立て直しをしてもらった。
2015年
3月15日、プロレスリング・ノアの有明コロシアム大会で、拳王&大原はじめ組、平柳玄藩&原田大輔組との3WAYマッチを制し、GHCジュニアタッグ王座を獲得。
10月4日、ノアの名古屋国際会議場大会で原田&小峠篤司組に敗れ、GHCジュニアタッグ王座陥落。
2017年
2月5日、北海道立総合体育センターでタイチと組み、ROPPONGI VICEのIWGPジュニアタッグに挑むも敗北。
8月、全日本プロレス45周年記念両国大会〜新たなる決意〜でブラックタイガーVIIと組みアジアタッグ王座に挑戦。
9月4日の「TAKAみちのく25周年記念大会～SIMPLE IS BEST～」では、飯伏幸太とタッグを組むことが明かされた。TAKAは当初、吉田綾斗をオカダ・カズチカと対戦させたかったが、吉田が怪我をしてしまったため、ならばここは自分のやりたいことをやろうと思って飯伏とのタッグを組んだ。メイン以外では、KAIENTAI DOJOの若手にチャンスを与えている。グレート・サスケ、スペル・デルフィン、ディック東郷の3人タッグなどのこれまでにないカードも見られている。この興業を計画した背景には、バンビやERINAという所属している2人の女子レスラーがどこまで他団体のメジャーどころに通じるかという狙いもある。
2015年
KAIENTAI DOJOイズム継承マッチを行っていて本田アユム、洞口義浩、吉野コータローなどの若手選手やヒロ・トウナイやバンビと対戦を行う。TAKA曰く、無駄な技を減らし、頭から落とすような危険な技をせずロープワークや無駄なフォール、打撃すらも極力削り取った一点集中で試合を構築し、自らの必殺技一発で勝利する試合がKAIENTAI DOJOイズムであるという。
2018年
11月6日、光文社のFLASHでTAKAの不倫が報道された。
2019年
1月19日、TAKAは記者会見を行って1月30日付でKAIENTAI DOJOの取締役解任及び退団することを発表した。退団に関しては、TAKA本人の責任を取りたいという希望による。退団に際して『週刊プロレス』は「後輩の手本となるべき存在であるにもかかわらず、実際は反面教師になってしまった」、「S-K王座を持っていたのは10年も前になり、ここ数年は前線に立ってなかったので、いなくなってもリングに大きな変化はない」と不倫報道の責任を仄めかし、KAIENTAI DOJOでの重要性が低くなっていたことも指摘している。
4月11日、プロフェッショナルレスリングJUST TAP OUTを設立することを発表。
7月8日、後楽園ホールでプロフェッショナルレスリングJUST TAP OUTの旗揚げ戦を開催。
2021年
11月、新日本プロレスのWORLD TAG LEAGUE2021にて鈴木みのるのパートナーとして2年半ぶりに新日マットに参戦。
2022年
10月14日、後楽園ホールでのデビュー20周年記念大会で外道と激突も敗れる。
12月19日、代々木競技場第2体育館大会にて『タカタイチ2人合わせて50周年記念 サヨナラタカタイチ興行』を開催。高橋ヒロムと「名も無きヒロムロール、またはみちのくドライバーIIを返したら100万円懸賞金マッチ」を行なうも敗北。
2023年
1月5日、大田区総合体育館でタイチ、金丸義信、DOUKIと共にJust 4 Guys結成。
3月1日、『ジュニア夢の祭典 〜ALL STAR Jr. FESTIVAL 2023〜』にて、がんばれ！大谷晋二郎10人タッグマッチに出場。
2024年
11月4日大阪府立体育会館（エディオンアリーナ大阪）にてSANADAが電撃脱退。再びJust4Guysとなり本隊と共闘。
11月、WORLD TAG LEAGUE 2024にタイチと出場。
12月14日、新宿FACE大会にてTAKAみちのく、タイチ組がSANADA、外道から3本勝負で勝利。
2025年
5月7日、後楽園ホール大会にて棚橋弘至とのスペシャルシングルマッチ（棚橋弘至ファイナルロード～恩）で敗れる。

## 戦績
| 総合格闘技 戦績 | 総合格闘技 戦績 | 総合格闘技 戦績 | 総合格闘技 戦績 | 総合格闘技 戦績 | 総合格闘技 戦績 | 総合格闘技 戦績 |
| --------------- | --------------- | --------------- | --------------- | --------------- | --------------- | --------------- |
| 1 試合          | (T)KO           | 一本            | 判定            | その他          | 引き分け        | 無効試合        |
| 0 勝            | 0               | 0               | 0               | 0               | 0               | 0               |
| 1 敗            | 0               | 1               | 0               | 0               | 0               | 0               |

| 勝敗 | 対戦相手   | 試合結果            | 大会名                   | 開催年月日    |
| ×    | 山宮恵一郎 | 7:36 V1アームロック | PANCRASE 1997 ALIVE TOUR | 1997年4月27日 |

## 得意技

### フィニッシュ・ホールド
- みちのくドライバーシリーズ

みちのくドライバーI
国内では「みちのくドライバー」が正式名称だが、IIとの混同を避けるため「みちのくドライバーI」と一般的には呼ばれている。
相手の両腕をクロスさせて、シットダウン式ジャンピング・パワーボムの型で落とす技。堀田祐美子のピラミッド・ドライバーと同型だったので、人と同じものは使いたくないということで現在は封印している。ちなみにどちらが元祖かはTAKA本人ですら不明である。最初にこの技を受けたのは当時、みちのくの練習生だったK-ness.である。
元々は「みちのくドライバー」といえば先に開発されたこの技であるが、封印されたため現在は後に生まれたみちのくドライバーIIのことを指してみちのくドライバーと呼ぶ場合も多い。ただし、海外ではみちのくドライバーIIの正式名称を「みちのくドライバー」としている。
みちのくドライバーII
相手をボディスラムの体勢に抱え上げた状態から、ジャンプすると同時に前方に両足を開脚し頭部からマットに叩き落とす技。WWE参戦時から落とし方を少し変え、垂直に脳天から落とすのではなく、やや斜めに落とし後頭部や背面から叩きつけるようになった（技を受ける側の首への負担を減らすためである）。しかし、それでも技の威力が損なわれることはなく現在でも十分必殺技として通用している。現在では似た形式の技も含め非常に多くのレスラーが使用している。
ちなみに、みちのくドライバーIの後継技として開発されたが技の系統としてはIの派生技ではなく、別系統の技となる。また海外では「みちのくドライバー」が正式名称として使用されており、国内でも近年はIIのことを「みちのくドライバー」と呼ぶ場合も多い。
みちのくドライバーβ
技名のβは「ベロ」と読ませる。リバースブレーンバスターのクラッチで相手を抱え上げ、みちのくドライバーIIのように相手を脳天から落とす。TAKAは自らの掲示板でファンからの「βを使わないのはなぜか？」との質問に対し、「出すに値する相手がいない」と答えている。これと同型の技をDRAGON GATEのYAMATOがギャラリアの名で使用している。
ジャスト・フェイスロック
うつ伏せ状態の相手の横から、背を思い切り反らして絞り上げる変型フェイスロック。フェイスロックと言っても実際は顔面ではなく、顎元をクラッチして締め上げている。あまりの反り具合に、観客からは悲鳴が上がるほど。KAIENTAI DOJO設立後みちのくドライバーIIに並ぶフィニッシュ・ホールドとして使用されている。なお技名はフェイスロックだが、実際のクラッチは相手の顎の辺りが多い。
デイック・キラー
ジャスト・フェイスロックの形から相手の腕をとりさらにきつく締め上げる技。対ディック東郷戦にむけて開発した。
ジャスト・フェイスロック2006
TAKAが右手の負傷中に開発した新必殺技。復帰戦では、この技で勝利した。クラッチの仕方がスリーパー・ホールドの様になっており、指を負傷していても技をきめられる。

### フォール技
スクールボーイ
主にタッグで使用。タッグパートナーやセコンドの支援を受けて行う。

### 飛び技
宇宙人プランチャ
リング上で加速をつけてトップロープに両足で飛び乗り、場外の相手に向かって体を預けていく飛び技。普通の選手が両手でロープを掴んで飛び乗るのに対し、TAKAの場合は両足のみで踏み切り飛び乗るのが特徴的である。近年はTAKAが膝に爆弾を抱えていることもあり、タイトルマッチ以外での使用はほとんどない。
宇宙人ケブラーダ
リングの中から体を半捻りさせながらトップロープに飛び乗りリングの内側を向いた状態になり、そのまま場外の相手にムーンサルト・アタックを仕掛ける技。普通の選手がケブラーダを仕掛ける際はエプロンサイドからロープに飛び乗るのに対し、TAKAの場合はリング内から飛び乗るのが特徴的である。TAKAの膝の爆弾のためか、近年は封印されている。

### 組み技
ヘビーキラー1号
仰向け状態の相手に両腕をロックしながら、ウラカン・ラナの体勢で丸め込むクラッチ技。対ヘビー級用に開発した技。

### 連携技
みちのくメフィスト
タイチとの合体技。タイチのブラックメフィストにTAKAが体重をかける。

### 打撃技
スーパーK
スーパーK-1
後頭部へのトラースキック。
スーパーK-2
グラウンド状態からの不意うちジャンプキック。
スーパーK-3
コーナーの相手へのジャンプキック。
スーパーK-4
顔面への低空ドロップキック。
スーパーKスペシャル
顔面へのミドルキック。

### その他
サミング
だまし討ちで行う相手の両目を狙った目潰し攻撃。この技が決まった直後、目潰しした方の手で観客にピースサインを行うのが定番となっている。

## タイトル歴
IWW
- IWWジュニアヘビー級王座

WWF
- WWFライトヘビー級王座（初代）

WEW
- WEW6人タッグ王座（初代）（パートナーは黒田哲広、五所川原吾作）

KAIENTAI DOJO
- CHAMPION OF STRONGEST-K王座（第3代）
- STRONGEST-K TAG王座（第8代、第10代、第18代、第24代、第26代、第29代）（パートナーはJOE×2→真霜拳號→梶トマト×2→MEN'Sテイオー）
- 千葉6人タッグ王座（第4代）（パートナーは真霜拳號、木高イサミ）
- WEWハードコアタッグ王座（第17代）（パートナーはTOMOみちのく）
- UWA&UWFインターコンチネンタルタッグ王座（第14代）（パートナーは筑前りょう太）
- インディペンデントワールド世界ジュニアヘビー級王座（第6代、第8代、第19代）
- UWA世界ミドル級王座（第57代、第68代）
- STRONGEST-K優勝（2007年）
- KAIENTAI DOJOという名のタッグリーグ戦優勝（2012年）（パートナーは真霜拳號）
- K-AWARD（2005年 : 年間最優秀選手賞、2005年、2007年 : 年間最高試合賞シングルマッチ部門、2007年 : 年間最高試合賞タッグマッチ部門）

全日本プロレス
- 世界ジュニアヘビー級王座（第22代）
- アジアタッグ王座（第102代）（パートナーはブラック・タイガーVII）

みちのくプロレス
- 東北ジュニアヘビー級王座（第4代）

新日本プロレス
- IWGPジュニアタッグ王座（第18代、第36代）（パートナーはディック東郷→タイチ）

DDTプロレスリング
- KO-Dタッグ王座（第29代）（パートナーはフランチェスコ・トーゴー）

プロレスリング・ノア
- GHCジュニアヘビー級タッグ王座（第24代）（パートナーはエル・デスペラード）

プロフェッショナルレスリングJUST TAP OUT
- KING of JTO（初代）
- JTOトーナメント優勝（2020年）

プロレス大賞
- 技能賞（2005年）

PWI Top 500 Wrestlers
- 2003年 : 191位

## 入場曲
- 初代 : みちのくひとり旅（山本譲二）
- 2代目 : YAMATO PART4（MUSASHI） ※キングレコード「KAIENTAI DOJO」に収録
- 3代目 : Dojo
- 4代目 : YAMATO PART4（MUSASHI） ※キングレコード「KAIENTAI DOJO」に収録
- 5代目 : YAMATO PART4 NEW EDIT

## エピソード
- 「宇宙人」というニックネームは、かつて新日本プロレスで開催された「SUPER J-CUP」1stステージにおいて、トップロープ上にノータッチで立ってからのプランチャを見た長州力がつぶやいた言葉（「アイツは宇宙人か」）に由来する[14]。
- 多くのプロフィールでは岩手県盛岡市出身となっているが、KAIENTAI DOJO公式サイトでは千葉県四街道市出身と表記している（前述のように、小学校低学年までは四街道市在住）。
- プロ格ヒーローズ第4弾にフィギュアとして収録された。
- 全日本プロレスやDDTプロレスリングにも参戦していたが、現在は撤退している。DDTプロレスリングのみには稀に参戦している。
- イタリアの親戚筋にあたるPIZAみちのくがDDTプロレスリングに参戦していたが、家業のピザ屋を継ぐために現在は帰国している。
- 古巣の、みちのくプロレスやライバルのDRAGON GATEにも参戦している。
- みちのくドライバーIIは自身が考案した技であり世界でもその名前で通じる技である（ただし、海外では「II」を付けない）。
- 世界ジュニアヘビー級王座は渕正信の最多防衛回数14回に迫る12回防衛。
- 入籍前にペットショップにて購入した猫にナナミと名付け、幾度もブログに登場させるほど。とうとうナナミ用ブログを立ち上げた。
- 筑前りょう太が退団後、筑前が所属していた千葉商工会議所青年部メンバーになり引き継いだ。
- 本名で呼ばれる事を何よりも嫌がっている。
- 飯伏幸太とは表向き上そこまで接点は深くないが、プライベートでは悪戯されている。酔った勢いでキッチンバサミで前髪を切られたり、酒の席で全裸を取らされてTwitterにさらされたりと、下らないエピソードがたくさんある[1]。
- 鈴木みのるに関しては2017年のインタビューで「自分が25年対戦してきた中でも『2度とやりたくない』ってくらい強いし凶暴。ただレスラーとしてはそれは絶対必要な経験」と答えている[1]。

## 著書
- 『TAKAみちのくの毒針日記』（2002年12月、ベースボール・マガジン社）ISBN 4-583-03730-9

## メディア出演

### テレビ
- プロレスKING（GAORA）

### ラジオ
- 週刊ラジオプロレス（北海道放送）

### CM
- ファイト千葉キャンペーン（チバテレビ）